# Контратака (шахи)
Контратака (фр. conter-attaque, від conte — проти й attaque — напад) — наступ у відповідь на атакувальні дії супротивника. Один з найефективніших способів захисту. Зазвичай, здійснюється на ослабленій ділянці позиції суперника після відбиття його атаки. 
Контратака є лейтмотив багатьох дебютних побудов. Наприклад, контратака Тракслера. 

## Приклад
|   | a | b | c | d | e | f | g | h |   |
| 8 | a8 чорна тура · c8 чорний слон · f8 чорна тура · g8 чорний король · a7 чорний пішак · b7 чорний пішак · e7 чорний пішак · f7 чорний пішак · g7 чорний слон · h7 чорний пішак · d6 чорний ферзь · f6 чорний кінь · g6 чорний пішак · c5 білий слон · f5 білий пішак · a4 білий пішак · b4 чорний кінь · g4 білий пішак · b3 білий кінь · c3 білий кінь · b2 білий пішак · c2 білий пішак · e2 білий слон · h2 білий пішак · a1 біла тура · d1 білий ферзь · e1 білий король · h1 біла тура | a8 чорна тура · c8 чорний слон · f8 чорна тура · g8 чорний король · a7 чорний пішак · b7 чорний пішак · e7 чорний пішак · f7 чорний пішак · g7 чорний слон · h7 чорний пішак · d6 чорний ферзь · f6 чорний кінь · g6 чорний пішак · c5 білий слон · f5 білий пішак · a4 білий пішак · b4 чорний кінь · g4 білий пішак · b3 білий кінь · c3 білий кінь · b2 білий пішак · c2 білий пішак · e2 білий слон · h2 білий пішак · a1 біла тура · d1 білий ферзь · e1 білий король · h1 біла тура | a8 чорна тура · c8 чорний слон · f8 чорна тура · g8 чорний король · a7 чорний пішак · b7 чорний пішак · e7 чорний пішак · f7 чорний пішак · g7 чорний слон · h7 чорний пішак · d6 чорний ферзь · f6 чорний кінь · g6 чорний пішак · c5 білий слон · f5 білий пішак · a4 білий пішак · b4 чорний кінь · g4 білий пішак · b3 білий кінь · c3 білий кінь · b2 білий пішак · c2 білий пішак · e2 білий слон · h2 білий пішак · a1 біла тура · d1 білий ферзь · e1 білий король · h1 біла тура | a8 чорна тура · c8 чорний слон · f8 чорна тура · g8 чорний король · a7 чорний пішак · b7 чорний пішак · e7 чорний пішак · f7 чорний пішак · g7 чорний слон · h7 чорний пішак · d6 чорний ферзь · f6 чорний кінь · g6 чорний пішак · c5 білий слон · f5 білий пішак · a4 білий пішак · b4 чорний кінь · g4 білий пішак · b3 білий кінь · c3 білий кінь · b2 білий пішак · c2 білий пішак · e2 білий слон · h2 білий пішак · a1 біла тура · d1 білий ферзь · e1 білий король · h1 біла тура | a8 чорна тура · c8 чорний слон · f8 чорна тура · g8 чорний король · a7 чорний пішак · b7 чорний пішак · e7 чорний пішак · f7 чорний пішак · g7 чорний слон · h7 чорний пішак · d6 чорний ферзь · f6 чорний кінь · g6 чорний пішак · c5 білий слон · f5 білий пішак · a4 білий пішак · b4 чорний кінь · g4 білий пішак · b3 білий кінь · c3 білий кінь · b2 білий пішак · c2 білий пішак · e2 білий слон · h2 білий пішак · a1 біла тура · d1 білий ферзь · e1 білий король · h1 біла тура | a8 чорна тура · c8 чорний слон · f8 чорна тура · g8 чорний король · a7 чорний пішак · b7 чорний пішак · e7 чорний пішак · f7 чорний пішак · g7 чорний слон · h7 чорний пішак · d6 чорний ферзь · f6 чорний кінь · g6 чорний пішак · c5 білий слон · f5 білий пішак · a4 білий пішак · b4 чорний кінь · g4 білий пішак · b3 білий кінь · c3 білий кінь · b2 білий пішак · c2 білий пішак · e2 білий слон · h2 білий пішак · a1 біла тура · d1 білий ферзь · e1 білий король · h1 біла тура | a8 чорна тура · c8 чорний слон · f8 чорна тура · g8 чорний король · a7 чорний пішак · b7 чорний пішак · e7 чорний пішак · f7 чорний пішак · g7 чорний слон · h7 чорний пішак · d6 чорний ферзь · f6 чорний кінь · g6 чорний пішак · c5 білий слон · f5 білий пішак · a4 білий пішак · b4 чорний кінь · g4 білий пішак · b3 білий кінь · c3 білий кінь · b2 білий пішак · c2 білий пішак · e2 білий слон · h2 білий пішак · a1 біла тура · d1 білий ферзь · e1 білий король · h1 біла тура | a8 чорна тура · c8 чорний слон · f8 чорна тура · g8 чорний король · a7 чорний пішак · b7 чорний пішак · e7 чорний пішак · f7 чорний пішак · g7 чорний слон · h7 чорний пішак · d6 чорний ферзь · f6 чорний кінь · g6 чорний пішак · c5 білий слон · f5 білий пішак · a4 білий пішак · b4 чорний кінь · g4 білий пішак · b3 білий кінь · c3 білий кінь · b2 білий пішак · c2 білий пішак · e2 білий слон · h2 білий пішак · a1 біла тура · d1 білий ферзь · e1 білий король · h1 біла тура | 8 |
| 7 | a8 чорна тура · c8 чорний слон · f8 чорна тура · g8 чорний король · a7 чорний пішак · b7 чорний пішак · e7 чорний пішак · f7 чорний пішак · g7 чорний слон · h7 чорний пішак · d6 чорний ферзь · f6 чорний кінь · g6 чорний пішак · c5 білий слон · f5 білий пішак · a4 білий пішак · b4 чорний кінь · g4 білий пішак · b3 білий кінь · c3 білий кінь · b2 білий пішак · c2 білий пішак · e2 білий слон · h2 білий пішак · a1 біла тура · d1 білий ферзь · e1 білий король · h1 біла тура | a8 чорна тура · c8 чорний слон · f8 чорна тура · g8 чорний король · a7 чорний пішак · b7 чорний пішак · e7 чорний пішак · f7 чорний пішак · g7 чорний слон · h7 чорний пішак · d6 чорний ферзь · f6 чорний кінь · g6 чорний пішак · c5 білий слон · f5 білий пішак · a4 білий пішак · b4 чорний кінь · g4 білий пішак · b3 білий кінь · c3 білий кінь · b2 білий пішак · c2 білий пішак · e2 білий слон · h2 білий пішак · a1 біла тура · d1 білий ферзь · e1 білий король · h1 біла тура | a8 чорна тура · c8 чорний слон · f8 чорна тура · g8 чорний король · a7 чорний пішак · b7 чорний пішак · e7 чорний пішак · f7 чорний пішак · g7 чорний слон · h7 чорний пішак · d6 чорний ферзь · f6 чорний кінь · g6 чорний пішак · c5 білий слон · f5 білий пішак · a4 білий пішак · b4 чорний кінь · g4 білий пішак · b3 білий кінь · c3 білий кінь · b2 білий пішак · c2 білий пішак · e2 білий слон · h2 білий пішак · a1 біла тура · d1 білий ферзь · e1 білий король · h1 біла тура | a8 чорна тура · c8 чорний слон · f8 чорна тура · g8 чорний король · a7 чорний пішак · b7 чорний пішак · e7 чорний пішак · f7 чорний пішак · g7 чорний слон · h7 чорний пішак · d6 чорний ферзь · f6 чорний кінь · g6 чорний пішак · c5 білий слон · f5 білий пішак · a4 білий пішак · b4 чорний кінь · g4 білий пішак · b3 білий кінь · c3 білий кінь · b2 білий пішак · c2 білий пішак · e2 білий слон · h2 білий пішак · a1 біла тура · d1 білий ферзь · e1 білий король · h1 біла тура | a8 чорна тура · c8 чорний слон · f8 чорна тура · g8 чорний король · a7 чорний пішак · b7 чорний пішак · e7 чорний пішак · f7 чорний пішак · g7 чорний слон · h7 чорний пішак · d6 чорний ферзь · f6 чорний кінь · g6 чорний пішак · c5 білий слон · f5 білий пішак · a4 білий пішак · b4 чорний кінь · g4 білий пішак · b3 білий кінь · c3 білий кінь · b2 білий пішак · c2 білий пішак · e2 білий слон · h2 білий пішак · a1 біла тура · d1 білий ферзь · e1 білий король · h1 біла тура | a8 чорна тура · c8 чорний слон · f8 чорна тура · g8 чорний король · a7 чорний пішак · b7 чорний пішак · e7 чорний пішак · f7 чорний пішак · g7 чорний слон · h7 чорний пішак · d6 чорний ферзь · f6 чорний кінь · g6 чорний пішак · c5 білий слон · f5 білий пішак · a4 білий пішак · b4 чорний кінь · g4 білий пішак · b3 білий кінь · c3 білий кінь · b2 білий пішак · c2 білий пішак · e2 білий слон · h2 білий пішак · a1 біла тура · d1 білий ферзь · e1 білий король · h1 біла тура | a8 чорна тура · c8 чорний слон · f8 чорна тура · g8 чорний король · a7 чорний пішак · b7 чорний пішак · e7 чорний пішак · f7 чорний пішак · g7 чорний слон · h7 чорний пішак · d6 чорний ферзь · f6 чорний кінь · g6 чорний пішак · c5 білий слон · f5 білий пішак · a4 білий пішак · b4 чорний кінь · g4 білий пішак · b3 білий кінь · c3 білий кінь · b2 білий пішак · c2 білий пішак · e2 білий слон · h2 білий пішак · a1 біла тура · d1 білий ферзь · e1 білий король · h1 біла тура | a8 чорна тура · c8 чорний слон · f8 чорна тура · g8 чорний король · a7 чорний пішак · b7 чорний пішак · e7 чорний пішак · f7 чорний пішак · g7 чорний слон · h7 чорний пішак · d6 чорний ферзь · f6 чорний кінь · g6 чорний пішак · c5 білий слон · f5 білий пішак · a4 білий пішак · b4 чорний кінь · g4 білий пішак · b3 білий кінь · c3 білий кінь · b2 білий пішак · c2 білий пішак · e2 білий слон · h2 білий пішак · a1 біла тура · d1 білий ферзь · e1 білий король · h1 біла тура | 7 |
| 6 | a8 чорна тура · c8 чорний слон · f8 чорна тура · g8 чорний король · a7 чорний пішак · b7 чорний пішак · e7 чорний пішак · f7 чорний пішак · g7 чорний слон · h7 чорний пішак · d6 чорний ферзь · f6 чорний кінь · g6 чорний пішак · c5 білий слон · f5 білий пішак · a4 білий пішак · b4 чорний кінь · g4 білий пішак · b3 білий кінь · c3 білий кінь · b2 білий пішак · c2 білий пішак · e2 білий слон · h2 білий пішак · a1 біла тура · d1 білий ферзь · e1 білий король · h1 біла тура | a8 чорна тура · c8 чорний слон · f8 чорна тура · g8 чорний король · a7 чорний пішак · b7 чорний пішак · e7 чорний пішак · f7 чорний пішак · g7 чорний слон · h7 чорний пішак · d6 чорний ферзь · f6 чорний кінь · g6 чорний пішак · c5 білий слон · f5 білий пішак · a4 білий пішак · b4 чорний кінь · g4 білий пішак · b3 білий кінь · c3 білий кінь · b2 білий пішак · c2 білий пішак · e2 білий слон · h2 білий пішак · a1 біла тура · d1 білий ферзь · e1 білий король · h1 біла тура | a8 чорна тура · c8 чорний слон · f8 чорна тура · g8 чорний король · a7 чорний пішак · b7 чорний пішак · e7 чорний пішак · f7 чорний пішак · g7 чорний слон · h7 чорний пішак · d6 чорний ферзь · f6 чорний кінь · g6 чорний пішак · c5 білий слон · f5 білий пішак · a4 білий пішак · b4 чорний кінь · g4 білий пішак · b3 білий кінь · c3 білий кінь · b2 білий пішак · c2 білий пішак · e2 білий слон · h2 білий пішак · a1 біла тура · d1 білий ферзь · e1 білий король · h1 біла тура | a8 чорна тура · c8 чорний слон · f8 чорна тура · g8 чорний король · a7 чорний пішак · b7 чорний пішак · e7 чорний пішак · f7 чорний пішак · g7 чорний слон · h7 чорний пішак · d6 чорний ферзь · f6 чорний кінь · g6 чорний пішак · c5 білий слон · f5 білий пішак · a4 білий пішак · b4 чорний кінь · g4 білий пішак · b3 білий кінь · c3 білий кінь · b2 білий пішак · c2 білий пішак · e2 білий слон · h2 білий пішак · a1 біла тура · d1 білий ферзь · e1 білий король · h1 біла тура | a8 чорна тура · c8 чорний слон · f8 чорна тура · g8 чорний король · a7 чорний пішак · b7 чорний пішак · e7 чорний пішак · f7 чорний пішак · g7 чорний слон · h7 чорний пішак · d6 чорний ферзь · f6 чорний кінь · g6 чорний пішак · c5 білий слон · f5 білий пішак · a4 білий пішак · b4 чорний кінь · g4 білий пішак · b3 білий кінь · c3 білий кінь · b2 білий пішак · c2 білий пішак · e2 білий слон · h2 білий пішак · a1 біла тура · d1 білий ферзь · e1 білий король · h1 біла тура | a8 чорна тура · c8 чорний слон · f8 чорна тура · g8 чорний король · a7 чорний пішак · b7 чорний пішак · e7 чорний пішак · f7 чорний пішак · g7 чорний слон · h7 чорний пішак · d6 чорний ферзь · f6 чорний кінь · g6 чорний пішак · c5 білий слон · f5 білий пішак · a4 білий пішак · b4 чорний кінь · g4 білий пішак · b3 білий кінь · c3 білий кінь · b2 білий пішак · c2 білий пішак · e2 білий слон · h2 білий пішак · a1 біла тура · d1 білий ферзь · e1 білий король · h1 біла тура | a8 чорна тура · c8 чорний слон · f8 чорна тура · g8 чорний король · a7 чорний пішак · b7 чорний пішак · e7 чорний пішак · f7 чорний пішак · g7 чорний слон · h7 чорний пішак · d6 чорний ферзь · f6 чорний кінь · g6 чорний пішак · c5 білий слон · f5 білий пішак · a4 білий пішак · b4 чорний кінь · g4 білий пішак · b3 білий кінь · c3 білий кінь · b2 білий пішак · c2 білий пішак · e2 білий слон · h2 білий пішак · a1 біла тура · d1 білий ферзь · e1 білий король · h1 біла тура | a8 чорна тура · c8 чорний слон · f8 чорна тура · g8 чорний король · a7 чорний пішак · b7 чорний пішак · e7 чорний пішак · f7 чорний пішак · g7 чорний слон · h7 чорний пішак · d6 чорний ферзь · f6 чорний кінь · g6 чорний пішак · c5 білий слон · f5 білий пішак · a4 білий пішак · b4 чорний кінь · g4 білий пішак · b3 білий кінь · c3 білий кінь · b2 білий пішак · c2 білий пішак · e2 білий слон · h2 білий пішак · a1 біла тура · d1 білий ферзь · e1 білий король · h1 біла тура | 6 |
| 5 | a8 чорна тура · c8 чорний слон · f8 чорна тура · g8 чорний король · a7 чорний пішак · b7 чорний пішак · e7 чорний пішак · f7 чорний пішак · g7 чорний слон · h7 чорний пішак · d6 чорний ферзь · f6 чорний кінь · g6 чорний пішак · c5 білий слон · f5 білий пішак · a4 білий пішак · b4 чорний кінь · g4 білий пішак · b3 білий кінь · c3 білий кінь · b2 білий пішак · c2 білий пішак · e2 білий слон · h2 білий пішак · a1 біла тура · d1 білий ферзь · e1 білий король · h1 біла тура | a8 чорна тура · c8 чорний слон · f8 чорна тура · g8 чорний король · a7 чорний пішак · b7 чорний пішак · e7 чорний пішак · f7 чорний пішак · g7 чорний слон · h7 чорний пішак · d6 чорний ферзь · f6 чорний кінь · g6 чорний пішак · c5 білий слон · f5 білий пішак · a4 білий пішак · b4 чорний кінь · g4 білий пішак · b3 білий кінь · c3 білий кінь · b2 білий пішак · c2 білий пішак · e2 білий слон · h2 білий пішак · a1 біла тура · d1 білий ферзь · e1 білий король · h1 біла тура | a8 чорна тура · c8 чорний слон · f8 чорна тура · g8 чорний король · a7 чорний пішак · b7 чорний пішак · e7 чорний пішак · f7 чорний пішак · g7 чорний слон · h7 чорний пішак · d6 чорний ферзь · f6 чорний кінь · g6 чорний пішак · c5 білий слон · f5 білий пішак · a4 білий пішак · b4 чорний кінь · g4 білий пішак · b3 білий кінь · c3 білий кінь · b2 білий пішак · c2 білий пішак · e2 білий слон · h2 білий пішак · a1 біла тура · d1 білий ферзь · e1 білий король · h1 біла тура | a8 чорна тура · c8 чорний слон · f8 чорна тура · g8 чорний король · a7 чорний пішак · b7 чорний пішак · e7 чорний пішак · f7 чорний пішак · g7 чорний слон · h7 чорний пішак · d6 чорний ферзь · f6 чорний кінь · g6 чорний пішак · c5 білий слон · f5 білий пішак · a4 білий пішак · b4 чорний кінь · g4 білий пішак · b3 білий кінь · c3 білий кінь · b2 білий пішак · c2 білий пішак · e2 білий слон · h2 білий пішак · a1 біла тура · d1 білий ферзь · e1 білий король · h1 біла тура | a8 чорна тура · c8 чорний слон · f8 чорна тура · g8 чорний король · a7 чорний пішак · b7 чорний пішак · e7 чорний пішак · f7 чорний пішак · g7 чорний слон · h7 чорний пішак · d6 чорний ферзь · f6 чорний кінь · g6 чорний пішак · c5 білий слон · f5 білий пішак · a4 білий пішак · b4 чорний кінь · g4 білий пішак · b3 білий кінь · c3 білий кінь · b2 білий пішак · c2 білий пішак · e2 білий слон · h2 білий пішак · a1 біла тура · d1 білий ферзь · e1 білий король · h1 біла тура | a8 чорна тура · c8 чорний слон · f8 чорна тура · g8 чорний король · a7 чорний пішак · b7 чорний пішак · e7 чорний пішак · f7 чорний пішак · g7 чорний слон · h7 чорний пішак · d6 чорний ферзь · f6 чорний кінь · g6 чорний пішак · c5 білий слон · f5 білий пішак · a4 білий пішак · b4 чорний кінь · g4 білий пішак · b3 білий кінь · c3 білий кінь · b2 білий пішак · c2 білий пішак · e2 білий слон · h2 білий пішак · a1 біла тура · d1 білий ферзь · e1 білий король · h1 біла тура | a8 чорна тура · c8 чорний слон · f8 чорна тура · g8 чорний король · a7 чорний пішак · b7 чорний пішак · e7 чорний пішак · f7 чорний пішак · g7 чорний слон · h7 чорний пішак · d6 чорний ферзь · f6 чорний кінь · g6 чорний пішак · c5 білий слон · f5 білий пішак · a4 білий пішак · b4 чорний кінь · g4 білий пішак · b3 білий кінь · c3 білий кінь · b2 білий пішак · c2 білий пішак · e2 білий слон · h2 білий пішак · a1 біла тура · d1 білий ферзь · e1 білий король · h1 біла тура | a8 чорна тура · c8 чорний слон · f8 чорна тура · g8 чорний король · a7 чорний пішак · b7 чорний пішак · e7 чорний пішак · f7 чорний пішак · g7 чорний слон · h7 чорний пішак · d6 чорний ферзь · f6 чорний кінь · g6 чорний пішак · c5 білий слон · f5 білий пішак · a4 білий пішак · b4 чорний кінь · g4 білий пішак · b3 білий кінь · c3 білий кінь · b2 білий пішак · c2 білий пішак · e2 білий слон · h2 білий пішак · a1 біла тура · d1 білий ферзь · e1 білий король · h1 біла тура | 5 |
| 4 | a8 чорна тура · c8 чорний слон · f8 чорна тура · g8 чорний король · a7 чорний пішак · b7 чорний пішак · e7 чорний пішак · f7 чорний пішак · g7 чорний слон · h7 чорний пішак · d6 чорний ферзь · f6 чорний кінь · g6 чорний пішак · c5 білий слон · f5 білий пішак · a4 білий пішак · b4 чорний кінь · g4 білий пішак · b3 білий кінь · c3 білий кінь · b2 білий пішак · c2 білий пішак · e2 білий слон · h2 білий пішак · a1 біла тура · d1 білий ферзь · e1 білий король · h1 біла тура | a8 чорна тура · c8 чорний слон · f8 чорна тура · g8 чорний король · a7 чорний пішак · b7 чорний пішак · e7 чорний пішак · f7 чорний пішак · g7 чорний слон · h7 чорний пішак · d6 чорний ферзь · f6 чорний кінь · g6 чорний пішак · c5 білий слон · f5 білий пішак · a4 білий пішак · b4 чорний кінь · g4 білий пішак · b3 білий кінь · c3 білий кінь · b2 білий пішак · c2 білий пішак · e2 білий слон · h2 білий пішак · a1 біла тура · d1 білий ферзь · e1 білий король · h1 біла тура | a8 чорна тура · c8 чорний слон · f8 чорна тура · g8 чорний король · a7 чорний пішак · b7 чорний пішак · e7 чорний пішак · f7 чорний пішак · g7 чорний слон · h7 чорний пішак · d6 чорний ферзь · f6 чорний кінь · g6 чорний пішак · c5 білий слон · f5 білий пішак · a4 білий пішак · b4 чорний кінь · g4 білий пішак · b3 білий кінь · c3 білий кінь · b2 білий пішак · c2 білий пішак · e2 білий слон · h2 білий пішак · a1 біла тура · d1 білий ферзь · e1 білий король · h1 біла тура | a8 чорна тура · c8 чорний слон · f8 чорна тура · g8 чорний король · a7 чорний пішак · b7 чорний пішак · e7 чорний пішак · f7 чорний пішак · g7 чорний слон · h7 чорний пішак · d6 чорний ферзь · f6 чорний кінь · g6 чорний пішак · c5 білий слон · f5 білий пішак · a4 білий пішак · b4 чорний кінь · g4 білий пішак · b3 білий кінь · c3 білий кінь · b2 білий пішак · c2 білий пішак · e2 білий слон · h2 білий пішак · a1 біла тура · d1 білий ферзь · e1 білий король · h1 біла тура | a8 чорна тура · c8 чорний слон · f8 чорна тура · g8 чорний король · a7 чорний пішак · b7 чорний пішак · e7 чорний пішак · f7 чорний пішак · g7 чорний слон · h7 чорний пішак · d6 чорний ферзь · f6 чорний кінь · g6 чорний пішак · c5 білий слон · f5 білий пішак · a4 білий пішак · b4 чорний кінь · g4 білий пішак · b3 білий кінь · c3 білий кінь · b2 білий пішак · c2 білий пішак · e2 білий слон · h2 білий пішак · a1 біла тура · d1 білий ферзь · e1 білий король · h1 біла тура | a8 чорна тура · c8 чорний слон · f8 чорна тура · g8 чорний король · a7 чорний пішак · b7 чорний пішак · e7 чорний пішак · f7 чорний пішак · g7 чорний слон · h7 чорний пішак · d6 чорний ферзь · f6 чорний кінь · g6 чорний пішак · c5 білий слон · f5 білий пішак · a4 білий пішак · b4 чорний кінь · g4 білий пішак · b3 білий кінь · c3 білий кінь · b2 білий пішак · c2 білий пішак · e2 білий слон · h2 білий пішак · a1 біла тура · d1 білий ферзь · e1 білий король · h1 біла тура | a8 чорна тура · c8 чорний слон · f8 чорна тура · g8 чорний король · a7 чорний пішак · b7 чорний пішак · e7 чорний пішак · f7 чорний пішак · g7 чорний слон · h7 чорний пішак · d6 чорний ферзь · f6 чорний кінь · g6 чорний пішак · c5 білий слон · f5 білий пішак · a4 білий пішак · b4 чорний кінь · g4 білий пішак · b3 білий кінь · c3 білий кінь · b2 білий пішак · c2 білий пішак · e2 білий слон · h2 білий пішак · a1 біла тура · d1 білий ферзь · e1 білий король · h1 біла тура | a8 чорна тура · c8 чорний слон · f8 чорна тура · g8 чорний король · a7 чорний пішак · b7 чорний пішак · e7 чорний пішак · f7 чорний пішак · g7 чорний слон · h7 чорний пішак · d6 чорний ферзь · f6 чорний кінь · g6 чорний пішак · c5 білий слон · f5 білий пішак · a4 білий пішак · b4 чорний кінь · g4 білий пішак · b3 білий кінь · c3 білий кінь · b2 білий пішак · c2 білий пішак · e2 білий слон · h2 білий пішак · a1 біла тура · d1 білий ферзь · e1 білий король · h1 біла тура | 4 |
| 3 | a8 чорна тура · c8 чорний слон · f8 чорна тура · g8 чорний король · a7 чорний пішак · b7 чорний пішак · e7 чорний пішак · f7 чорний пішак · g7 чорний слон · h7 чорний пішак · d6 чорний ферзь · f6 чорний кінь · g6 чорний пішак · c5 білий слон · f5 білий пішак · a4 білий пішак · b4 чорний кінь · g4 білий пішак · b3 білий кінь · c3 білий кінь · b2 білий пішак · c2 білий пішак · e2 білий слон · h2 білий пішак · a1 біла тура · d1 білий ферзь · e1 білий король · h1 біла тура | a8 чорна тура · c8 чорний слон · f8 чорна тура · g8 чорний король · a7 чорний пішак · b7 чорний пішак · e7 чорний пішак · f7 чорний пішак · g7 чорний слон · h7 чорний пішак · d6 чорний ферзь · f6 чорний кінь · g6 чорний пішак · c5 білий слон · f5 білий пішак · a4 білий пішак · b4 чорний кінь · g4 білий пішак · b3 білий кінь · c3 білий кінь · b2 білий пішак · c2 білий пішак · e2 білий слон · h2 білий пішак · a1 біла тура · d1 білий ферзь · e1 білий король · h1 біла тура | a8 чорна тура · c8 чорний слон · f8 чорна тура · g8 чорний король · a7 чорний пішак · b7 чорний пішак · e7 чорний пішак · f7 чорний пішак · g7 чорний слон · h7 чорний пішак · d6 чорний ферзь · f6 чорний кінь · g6 чорний пішак · c5 білий слон · f5 білий пішак · a4 білий пішак · b4 чорний кінь · g4 білий пішак · b3 білий кінь · c3 білий кінь · b2 білий пішак · c2 білий пішак · e2 білий слон · h2 білий пішак · a1 біла тура · d1 білий ферзь · e1 білий король · h1 біла тура | a8 чорна тура · c8 чорний слон · f8 чорна тура · g8 чорний король · a7 чорний пішак · b7 чорний пішак · e7 чорний пішак · f7 чорний пішак · g7 чорний слон · h7 чорний пішак · d6 чорний ферзь · f6 чорний кінь · g6 чорний пішак · c5 білий слон · f5 білий пішак · a4 білий пішак · b4 чорний кінь · g4 білий пішак · b3 білий кінь · c3 білий кінь · b2 білий пішак · c2 білий пішак · e2 білий слон · h2 білий пішак · a1 біла тура · d1 білий ферзь · e1 білий король · h1 біла тура | a8 чорна тура · c8 чорний слон · f8 чорна тура · g8 чорний король · a7 чорний пішак · b7 чорний пішак · e7 чорний пішак · f7 чорний пішак · g7 чорний слон · h7 чорний пішак · d6 чорний ферзь · f6 чорний кінь · g6 чорний пішак · c5 білий слон · f5 білий пішак · a4 білий пішак · b4 чорний кінь · g4 білий пішак · b3 білий кінь · c3 білий кінь · b2 білий пішак · c2 білий пішак · e2 білий слон · h2 білий пішак · a1 біла тура · d1 білий ферзь · e1 білий король · h1 біла тура | a8 чорна тура · c8 чорний слон · f8 чорна тура · g8 чорний король · a7 чорний пішак · b7 чорний пішак · e7 чорний пішак · f7 чорний пішак · g7 чорний слон · h7 чорний пішак · d6 чорний ферзь · f6 чорний кінь · g6 чорний пішак · c5 білий слон · f5 білий пішак · a4 білий пішак · b4 чорний кінь · g4 білий пішак · b3 білий кінь · c3 білий кінь · b2 білий пішак · c2 білий пішак · e2 білий слон · h2 білий пішак · a1 біла тура · d1 білий ферзь · e1 білий король · h1 біла тура | a8 чорна тура · c8 чорний слон · f8 чорна тура · g8 чорний король · a7 чорний пішак · b7 чорний пішак · e7 чорний пішак · f7 чорний пішак · g7 чорний слон · h7 чорний пішак · d6 чорний ферзь · f6 чорний кінь · g6 чорний пішак · c5 білий слон · f5 білий пішак · a4 білий пішак · b4 чорний кінь · g4 білий пішак · b3 білий кінь · c3 білий кінь · b2 білий пішак · c2 білий пішак · e2 білий слон · h2 білий пішак · a1 біла тура · d1 білий ферзь · e1 білий король · h1 біла тура | a8 чорна тура · c8 чорний слон · f8 чорна тура · g8 чорний король · a7 чорний пішак · b7 чорний пішак · e7 чорний пішак · f7 чорний пішак · g7 чорний слон · h7 чорний пішак · d6 чорний ферзь · f6 чорний кінь · g6 чорний пішак · c5 білий слон · f5 білий пішак · a4 білий пішак · b4 чорний кінь · g4 білий пішак · b3 білий кінь · c3 білий кінь · b2 білий пішак · c2 білий пішак · e2 білий слон · h2 білий пішак · a1 біла тура · d1 білий ферзь · e1 білий король · h1 біла тура | 3 |
| 2 | a8 чорна тура · c8 чорний слон · f8 чорна тура · g8 чорний король · a7 чорний пішак · b7 чорний пішак · e7 чорний пішак · f7 чорний пішак · g7 чорний слон · h7 чорний пішак · d6 чорний ферзь · f6 чорний кінь · g6 чорний пішак · c5 білий слон · f5 білий пішак · a4 білий пішак · b4 чорний кінь · g4 білий пішак · b3 білий кінь · c3 білий кінь · b2 білий пішак · c2 білий пішак · e2 білий слон · h2 білий пішак · a1 біла тура · d1 білий ферзь · e1 білий король · h1 біла тура | a8 чорна тура · c8 чорний слон · f8 чорна тура · g8 чорний король · a7 чорний пішак · b7 чорний пішак · e7 чорний пішак · f7 чорний пішак · g7 чорний слон · h7 чорний пішак · d6 чорний ферзь · f6 чорний кінь · g6 чорний пішак · c5 білий слон · f5 білий пішак · a4 білий пішак · b4 чорний кінь · g4 білий пішак · b3 білий кінь · c3 білий кінь · b2 білий пішак · c2 білий пішак · e2 білий слон · h2 білий пішак · a1 біла тура · d1 білий ферзь · e1 білий король · h1 біла тура | a8 чорна тура · c8 чорний слон · f8 чорна тура · g8 чорний король · a7 чорний пішак · b7 чорний пішак · e7 чорний пішак · f7 чорний пішак · g7 чорний слон · h7 чорний пішак · d6 чорний ферзь · f6 чорний кінь · g6 чорний пішак · c5 білий слон · f5 білий пішак · a4 білий пішак · b4 чорний кінь · g4 білий пішак · b3 білий кінь · c3 білий кінь · b2 білий пішак · c2 білий пішак · e2 білий слон · h2 білий пішак · a1 біла тура · d1 білий ферзь · e1 білий король · h1 біла тура | a8 чорна тура · c8 чорний слон · f8 чорна тура · g8 чорний король · a7 чорний пішак · b7 чорний пішак · e7 чорний пішак · f7 чорний пішак · g7 чорний слон · h7 чорний пішак · d6 чорний ферзь · f6 чорний кінь · g6 чорний пішак · c5 білий слон · f5 білий пішак · a4 білий пішак · b4 чорний кінь · g4 білий пішак · b3 білий кінь · c3 білий кінь · b2 білий пішак · c2 білий пішак · e2 білий слон · h2 білий пішак · a1 біла тура · d1 білий ферзь · e1 білий король · h1 біла тура | a8 чорна тура · c8 чорний слон · f8 чорна тура · g8 чорний король · a7 чорний пішак · b7 чорний пішак · e7 чорний пішак · f7 чорний пішак · g7 чорний слон · h7 чорний пішак · d6 чорний ферзь · f6 чорний кінь · g6 чорний пішак · c5 білий слон · f5 білий пішак · a4 білий пішак · b4 чорний кінь · g4 білий пішак · b3 білий кінь · c3 білий кінь · b2 білий пішак · c2 білий пішак · e2 білий слон · h2 білий пішак · a1 біла тура · d1 білий ферзь · e1 білий король · h1 біла тура | a8 чорна тура · c8 чорний слон · f8 чорна тура · g8 чорний король · a7 чорний пішак · b7 чорний пішак · e7 чорний пішак · f7 чорний пішак · g7 чорний слон · h7 чорний пішак · d6 чорний ферзь · f6 чорний кінь · g6 чорний пішак · c5 білий слон · f5 білий пішак · a4 білий пішак · b4 чорний кінь · g4 білий пішак · b3 білий кінь · c3 білий кінь · b2 білий пішак · c2 білий пішак · e2 білий слон · h2 білий пішак · a1 біла тура · d1 білий ферзь · e1 білий король · h1 біла тура | a8 чорна тура · c8 чорний слон · f8 чорна тура · g8 чорний король · a7 чорний пішак · b7 чорний пішак · e7 чорний пішак · f7 чорний пішак · g7 чорний слон · h7 чорний пішак · d6 чорний ферзь · f6 чорний кінь · g6 чорний пішак · c5 білий слон · f5 білий пішак · a4 білий пішак · b4 чорний кінь · g4 білий пішак · b3 білий кінь · c3 білий кінь · b2 білий пішак · c2 білий пішак · e2 білий слон · h2 білий пішак · a1 біла тура · d1 білий ферзь · e1 білий король · h1 біла тура | a8 чорна тура · c8 чорний слон · f8 чорна тура · g8 чорний король · a7 чорний пішак · b7 чорний пішак · e7 чорний пішак · f7 чорний пішак · g7 чорний слон · h7 чорний пішак · d6 чорний ферзь · f6 чорний кінь · g6 чорний пішак · c5 білий слон · f5 білий пішак · a4 білий пішак · b4 чорний кінь · g4 білий пішак · b3 білий кінь · c3 білий кінь · b2 білий пішак · c2 білий пішак · e2 білий слон · h2 білий пішак · a1 біла тура · d1 білий ферзь · e1 білий король · h1 біла тура | 2 |
| 1 | a8 чорна тура · c8 чорний слон · f8 чорна тура · g8 чорний король · a7 чорний пішак · b7 чорний пішак · e7 чорний пішак · f7 чорний пішак · g7 чорний слон · h7 чорний пішак · d6 чорний ферзь · f6 чорний кінь · g6 чорний пішак · c5 білий слон · f5 білий пішак · a4 білий пішак · b4 чорний кінь · g4 білий пішак · b3 білий кінь · c3 білий кінь · b2 білий пішак · c2 білий пішак · e2 білий слон · h2 білий пішак · a1 біла тура · d1 білий ферзь · e1 білий король · h1 біла тура | a8 чорна тура · c8 чорний слон · f8 чорна тура · g8 чорний король · a7 чорний пішак · b7 чорний пішак · e7 чорний пішак · f7 чорний пішак · g7 чорний слон · h7 чорний пішак · d6 чорний ферзь · f6 чорний кінь · g6 чорний пішак · c5 білий слон · f5 білий пішак · a4 білий пішак · b4 чорний кінь · g4 білий пішак · b3 білий кінь · c3 білий кінь · b2 білий пішак · c2 білий пішак · e2 білий слон · h2 білий пішак · a1 біла тура · d1 білий ферзь · e1 білий король · h1 біла тура | a8 чорна тура · c8 чорний слон · f8 чорна тура · g8 чорний король · a7 чорний пішак · b7 чорний пішак · e7 чорний пішак · f7 чорний пішак · g7 чорний слон · h7 чорний пішак · d6 чорний ферзь · f6 чорний кінь · g6 чорний пішак · c5 білий слон · f5 білий пішак · a4 білий пішак · b4 чорний кінь · g4 білий пішак · b3 білий кінь · c3 білий кінь · b2 білий пішак · c2 білий пішак · e2 білий слон · h2 білий пішак · a1 біла тура · d1 білий ферзь · e1 білий король · h1 біла тура | a8 чорна тура · c8 чорний слон · f8 чорна тура · g8 чорний король · a7 чорний пішак · b7 чорний пішак · e7 чорний пішак · f7 чорний пішак · g7 чорний слон · h7 чорний пішак · d6 чорний ферзь · f6 чорний кінь · g6 чорний пішак · c5 білий слон · f5 білий пішак · a4 білий пішак · b4 чорний кінь · g4 білий пішак · b3 білий кінь · c3 білий кінь · b2 білий пішак · c2 білий пішак · e2 білий слон · h2 білий пішак · a1 біла тура · d1 білий ферзь · e1 білий король · h1 біла тура | a8 чорна тура · c8 чорний слон · f8 чорна тура · g8 чорний король · a7 чорний пішак · b7 чорний пішак · e7 чорний пішак · f7 чорний пішак · g7 чорний слон · h7 чорний пішак · d6 чорний ферзь · f6 чорний кінь · g6 чорний пішак · c5 білий слон · f5 білий пішак · a4 білий пішак · b4 чорний кінь · g4 білий пішак · b3 білий кінь · c3 білий кінь · b2 білий пішак · c2 білий пішак · e2 білий слон · h2 білий пішак · a1 біла тура · d1 білий ферзь · e1 білий король · h1 біла тура | a8 чорна тура · c8 чорний слон · f8 чорна тура · g8 чорний король · a7 чорний пішак · b7 чорний пішак · e7 чорний пішак · f7 чорний пішак · g7 чорний слон · h7 чорний пішак · d6 чорний ферзь · f6 чорний кінь · g6 чорний пішак · c5 білий слон · f5 білий пішак · a4 білий пішак · b4 чорний кінь · g4 білий пішак · b3 білий кінь · c3 білий кінь · b2 білий пішак · c2 білий пішак · e2 білий слон · h2 білий пішак · a1 біла тура · d1 білий ферзь · e1 білий король · h1 біла тура | a8 чорна тура · c8 чорний слон · f8 чорна тура · g8 чорний король · a7 чорний пішак · b7 чорний пішак · e7 чорний пішак · f7 чорний пішак · g7 чорний слон · h7 чорний пішак · d6 чорний ферзь · f6 чорний кінь · g6 чорний пішак · c5 білий слон · f5 білий пішак · a4 білий пішак · b4 чорний кінь · g4 білий пішак · b3 білий кінь · c3 білий кінь · b2 білий пішак · c2 білий пішак · e2 білий слон · h2 білий пішак · a1 біла тура · d1 білий ферзь · e1 білий король · h1 біла тура | a8 чорна тура · c8 чорний слон · f8 чорна тура · g8 чорний король · a7 чорний пішак · b7 чорний пішак · e7 чорний пішак · f7 чорний пішак · g7 чорний слон · h7 чорний пішак · d6 чорний ферзь · f6 чорний кінь · g6 чорний пішак · c5 білий слон · f5 білий пішак · a4 білий пішак · b4 чорний кінь · g4 білий пішак · b3 білий кінь · c3 білий кінь · b2 білий пішак · c2 білий пішак · e2 білий слон · h2 білий пішак · a1 біла тура · d1 білий ферзь · e1 білий король · h1 біла тура | 1 |
|   | a | b | c | d | e | f | g | h |   |

В партії Алехін — Ботвинник  вчасно проведена контратака чорних принесла їм нічию. 
У позиції на діаграмі Ботвинник мусить вибрати: або прийняти пасивний захист, розмінявши ферзів, або знайти засоби для контратаки. 
У першому випадку чорні не зазнають матеріальних втрат: 
' '14... Ф:d1+ 15. Л:d1 Kc6 (15... K:c2 16. Kpd2) 16. g5і17. f6. Однак отримують обмежену позицію. 
Другий випадок підкріплений мотивом самої позиції: попередній пішаковий штурм білих на королівському фланзі послабив позицію їхнього короля. Цим і скористався Ботвинник у своїй контратаці, в якій він мусив пожертвувати двома фігурами. 
14... Фf4! 
 15. Лf1 Ф: h2 
16. C:b4 
Перша жертва фігури. 
16... K:g4! 
17. C:g4 
Друга жертва фігури. 
17... Фg3 + 
18. Лf2 Фg1 + 
Довічний шах призводить до нічиєї. 